# ICT-doorbelasting
ICT-doorbelasting (in het Engels IT chargeback of chargeout genoemd) betreft het doorberekenen van kosten aan gebruikers over de door hen geconsumeerde ICT-diensten. Gebruikers kunnen individuen, afdelingen en/of divisies zijn. Voorwaarde is dat er een één-op-één relatie moet zijn tussen de ICT-afdeling en de gebruikers.
Wanneer een bedrijf bijvoorbeeld een server of dure applicatie aanschaft kan het op twee manieren worden bekostigd: of het wordt gefinancierd door het bedrijf als geheel (corporate budget) of door diegenen in het bedrijf die er ook daadwerkelijk gebruik van maken (afdelingsbudget). Wanneer het corporate budget gebruikt wordt voor de aanschaf hebben de gebruikers van ICT-diensten geen reden om zich te matigen in het afnemen van deze diensten. In het tweede geval verzamelt de ICT-afdeling gebruiksdata van een bepaald ICT-middel en berekent zo de kostenratio's waarmee individuen, afdelingen en/of divisies doorbelast worden.

## Doelstellingen
Met ICT-doorbelasting worden vaak verschillende effecten beoogd die als volgt zijn te categoriseren:
- Terugverdienen van gemaakte ICT-investeringen (cost recovery)
- Terugdringen afname van ICT-diensten
- Verzamelen van ICT-kosteninformatie

### Cost recovery
Bij investeringen die door een bepaalde afdeling worden verricht kan deze afdeling die investering terugverdienen door andere afdelingen te belasten voor het nut dat zij van die investering hebben. Dit is duidelijk het geval voor ICT als dienstverlenend onderdeel binnen een organisatie. Het is denkbaar dat het gebruik van ICT-diensten voortkomend uit de gemaakte investeringen zal worden aangemoedigd om het terugverdienproces te versnellen.

### Terugdringen afname ICT-diensten
- Kostenbewustzijn en optimale allocatie. Door aan ICT-diensten een prijskaartje te hangen zal er minder gebruik van worden gemaakt dan wanneer het gratis is. Gebruikers zullen dan ook effectiever gebruik moeten maken van de middelen die ze al hebben. Het verantwoordelijk stellen van gebruikers voor de kosten van geconsumeerde ICT-diensten motiveert deze gebruikers bewuster met kosten om te gaan en zelfs meer betrokken te zijn bij de geleverde dienst. Als we een prijskaartje aan de verschillende ICT-diensten hangen, kunnen de gebruikers van die diensten een prijsvergelijking doen tussen de verschillende alternatieven die hen ter beschikking staan. Sommige middelen zijn schaars en het budget van een afdeling en de prijs van de ICT-dienst bepaalt dan hoeveel service een afdeling krijgt.
- Egalisatie piekbelasting. Het terugdringen van de afname van ICT-diensten zal voornamelijk het doel zijn wanneer een bedrijf kampt met een tekort aan capaciteit om aan de vraag naar ICT-diensten te kunnen voldoen. Dit kan in het algemeen zo zijn, maar dit tekort zou ook alleen op bepaalde tijdstippen kunnen voorkomen. In het laatste geval zou men het verbruik kunnen meten over een bepaalde periode en daaropvolgend de consumptie door de organisatie van ICT-diensten gedurende piekperioden proberen te reduceren door gedurende die piekperioden een hoger tarief te rekenen dan op de minder drukke tijden. Dit is een voorbeeld van "flexible pricing".

### Verzamelen kosteninformatie
- Ondersteuning bij planning en budgettering. Gebruikersafdelingen kunnen beter voor de toekomst plannen wanneer ICT-diensten in rekening worden gebracht. Dit komt door de verbeterde kennis omtrent hun vereisten in termen van materiële en menselijke middelen. Onder deze omstandigheden kunnen gebruikersvereisten meer betrouwbaar geaggregeerd worden zodat de behoeften van de gehele organisatie beter te benaderen zijn.
- Evaluatie outsourcingsbeslissingen. Een organisatie kan outsourcing niet fatsoenlijk evalueren als het niet beschikt over kosteninformatie over het intern leveren van deze diensten. Dit kan met name van toepassing zijn op hardware en operationele kosten aangezien deze beter vergelijkbaar zijn tussen organisaties.
- Rechtvaardiging ICT-afdeling. Ondersteunende afdelingen zoals de ICT-afdeling moeten met name als de organisatie minder geld te besteden heeft hun bestaansrecht aan kunnen tonen om niet met een onevenredig groot deel van de noodzakelijke bezuinigingen geconfronteerd te worden.
- Prestatiemeting. Doorbelastinginformatie kan nuttig zijn voor verantwoordelijkheidscentra bij het vaststellen van kostenbeheersingsinspanningen of bekwaamheid in het genereren van winst. Dit motiveert de centra kosteneffectief werk te verrichten. Ook kan de informatie gebruikt worden voor het monitoren van de productiviteit van bepaalde afdelingen, om zodoende de efficiëntie ervan te verbeteren.

## Wanneer is doorbelasten zinvol?
ICT-doorbelasting is slechts zinvol als:
- De ICT-kosten hoog genoeg zijn. Lage ICT-kosten maken doorbelasting al gauw te duur. Kosten van doorbelasting worden gemaakt voor ontwerp, implementatie, gebruik, beheer en onderhoud.
- De ICT-kosten beïnvloedbaar zijn. Zonder beïnvloedingsmogelijkheid kost doorbelasting alleen maar geld. Louter voor inzicht in de uitgaven is kostenallocatie voldoende.
- Er meerdere (interne) klanten zijn. Bij één klant zijn de doelen veel efficiënter te bereiken door direct overleg tussen ICT-leverancier en gebruiker.